# 張鳧
張鳧（1499年—？），字羽卿，號古河，山東登州府萊陽縣人，民籍，明朝政治人物。

## 生平
正德十一年（1516年）丙子科山東鄉試第四十五名舉人。嘉靖八年（1529年）中式己丑科會試第二百九十六名，登第三甲第一百零八名進士。授蠡县知县，歷山西襄垣縣知縣。官至河南彰德府知府。

## 家族
曾祖張鎧；祖父張鵬；父張瑄，曾任義官。母蕭氏；繼母李氏。慈侍下。